# This Is Acting
This Is Acting – siódmy album studyjny australijskiej piosenkarki Sii. Wydawnictwo ukazało się 29 stycznia 2016 roku nakładem wytwórni muzycznej Inertia Records, Monkey Puzzle Records i RCA Records. Album został wydany w przedsprzedaży na iTunes Store dnia 4 listopada 2015 roku. Pod względem muzycznym album łączy w sobie przede wszystkim muzykę electropop. Album składa się z piosenek, które zostały odrzucone przez inne piosenkarki, takie jak: Beyoncé, Adele, Christina Aguilera, Rihanna, Demi Lovato oraz Katy Perry. Gdy artystki odrzuciły utwory, Sia postanowiła nagrać piosenki według swojej interpretacji.
Album otrzymał generalnie pozytywne recenzje od krytyków muzycznych, którzy chwalili wokal piosenkarki, jak również śmiałe bity w utworach. Jednak niektórzy krytykowali wydawnictwo, ponieważ sądzą, że piosenki nie są bardzo osobiste i przesłanie utworów mogą być rozumiane w inny sposób.
Promocję This Is Acting rozpoczęto we wrześniu 2015 roku, wraz z premierą pierwszego promującego singla – „Alive”. Kompozycja w Polsce zajęła m.in. 39. pozycję w notowaniu AirPlay – Top oraz 5. miejsce w AirPlay – Nowości. 11 lutego 2016 roku wydany został drugi singel, „Cheap Thrills”. Piosenka została nagrana również z Seanem Paulem. Utwór zajął m.in. 2. miejsce w AirPlay – Top oraz 2. pozycję w notowaniu AirPlay – Nowości.
Pod koniec roku Sia wydała nową wersję albumu z nowym singlem „The Greatest”.

## Tło i rozwój
This Is Acting jest kontynuacją jej szóstego albumu studyjnego 1000 Forms of Fear (2014). W grudniu 2014 roku, Sia dla magazynu Spin poinformowała, że: „dwie [piosenki] zostały ukończone i jestem gotowa do dalszej pracy” oraz „jeden z nich będzie wydany w 2015 roku”. Piosenkarka ujawniła informację o albumie w wywiadzie opublikowanym przez NME w lutym 2015. W artykule tym potwierdzono, że praca nad albumem się zakończyła, a jej treść jest „bardziej pop” niż w poprzednim materiale. Sia potwierdziła, że sukces 1000 Forms of Fear, a konkretnie singla „Chandelier”, zachęcał ją do kontynuowania nowego materiału oraz
„jestem bardzo produktywna. Cały album jest już gotowy i jest na nim dużo muzyki popowej. Nazwałam go This Is Acting, ponieważ są tam piosenki, które napisałam dla innych artystów. Myślę, że wyraziłam to, co chciałam powiedzieć. Jest to trochę jak wczuwanie się w rolę innej osoby. To jest bardzo zabawne.”. Wkrótce po tym ogłoszeniu, piosenkarka w magazynie Out, opublikowała listę swoich „10 Greatest Hits for Other Artists” w oczekiwaniu na album.

## Promocja
Podczas czatu internetowego z fanami w kwietniu 2015 roku, Sia ujawniła, iż album „prawdopodobnie” ukaże się na początku 2016 roku lub pod koniec 2015 roku. Album ukaże się 29 stycznia 2016, co zostało potwierdzone w listopadzie 2015 roku. We wrześniu 2015 roku, Sia potwierdziła, że pierwszy singel z albumu, „Alive” będzie wydany pod koniec miesiąca. Początkowo utwór miał być na trzecim albumie Adele, jednak ta oficjalnie z niego zrezygnowała.
4 listopada 2015 roku, „Bird Set Free” został wydany, jako pierwszy singiel promocyjny wraz z pre-orderem albumu. Utwór został napisany na potrzeby filmu Pitch Perfect 2, ale został odrzucony. Ostatecznie została wybrana piosenka „Flashlight” z udziałem Jessie J. Podobnie jak poprzedni singiel Sii „Alive”, piosenka „Bird Set Free” została napisana dla Adele. Utwór miał pojawić się na jej najnowszym albumie 25, lecz tak się nie stało. Żadna z piosenek napisanych przez Się nie trafiła na nowy album Brytyjki, jednak w wywiadzie dla Rolling Stone, Adele ciepło wspominała współpracę z artystką. Piosenka została wysłana do Rihanny, ale ta również ją odrzuciła.
W dniu 27 listopada, Sia przedstawiła drugi singiel promocyjny – „One Million Bullets”. Piosenka jest jedynym utworem z nowej płyty artystki, który nie został napisany dla kogoś innego. „Cheap Thrills” został ogłoszony kolejnym singlem promocyjnym i został wydany 17 grudnia. Piosenka była jedną z dwóch utworów odrzuconych przez Rihannę. Natomiast czwartym singlem promującym wydawnictwo, została piosenka „Reaper”, napisana razem z Kanye Westem. 21 stycznia 2016 roku, został wydany piąty i ostatni singiel promocyjny, zatytułowany „Unstoppable”.
7 listopada 2015 roku, Sia wykonała „Alive” i „Bird Set Free” w programie Saturday Night Live; odcinek poprowadził Donald Trump. „Alive” zaśpiewała w The Ellen DeGeneres Show i The Voice w dniu 1 grudnia, a 6 grudnia w The X Factor w Wielkiej Brytanii. Piosenkarka pojawiła się również w Graham Norton Show 11 grudnia, gdzie śpiewała główny singel. 27 stycznia 2016 roku, Sia wykonała „Cheap Thrills” w programie The Tonight Show Starring Jimmy Fallon. 29 stycznia, Furler wykonała „Reaper” podczas Good Morning America.
11 lutego 2016 roku, piosenka „Cheap Thrills” została wydana, jako drugi singiel z płyty. Tego samego dnia na kanale Sii w serwisie Vevo oraz na YouTubie została opublikowana wersja piosenki z gościnnym udziałem Seana Paula.

## Odbiór

### Sprzedaż
Album zadebiutował na pozycji czwartej Billboard 200, ze sprzedażą 81 tys. kopii w pierwszym tygodniu. W Australii płyta znalazła się na szczycie zestawienia.

### Krytyka
| Oceny łączne         | Oceny łączne |
| Publikacja           | Ocena        |
| -------------------- | ------------ |
| Album of the Year    | 65/100       |
| AnyDecentMusic?      | 6.4/10       |
| Metacritic           | 67/100       |
| Recenzje             |              |
| Publikacja           | Ocena        |
| The A.V. Club        | B+           |
| AllMusic             | [ 1 ]        |
| The Arts Desk        | [ 44 ]       |
| Billboard            | [ 45 ]       |
| DIY                  | [ 46 ]       |
| Entertainment Weekly | B+           |
| The Guardian         | [ 48 ]       |
| The Independent      | [ 49 ]       |
| The Irish Times      | [ 50 ]       |
| laut.de              | [ 51 ]       |
| musicOMH             | [ 52 ]       |
| NME                  | 4/5          |
| The Observer         | [ 54 ]       |
| Pitchfork            | 6.8/10       |
| Q                    | [ 56 ]       |
| Rolling Stone        | [ 57 ]       |
| Slant Magazine       | [ 58 ]       |
| Spin                 | 6/10         |
| Tiny Mix Tapes       | [ 60 ]       |
| Uncut                | 6/10         |

Serwisy agregujące oceny przydzieliły albumowi następujące oceny średnie: Album of the Year: 65 na 100 na podstawie 31 recenzji, AnyDecentMusic? – 6.4 na 10 na podstawie 32 recenzji i Metacritic – 67 na 100, na podstawie 30 recenzji, z komentarzem „ogólnie przychylne recenzje”.

## Lista utworów
| This Is Acting – Edycja standardowa | This Is Acting – Edycja standardowa | This Is Acting – Edycja standardowa                                                                              | This Is Acting – Edycja standardowa                        | This Is Acting – Edycja standardowa |
| Nr                                  | Tytuł utworu                        | Autorzy | Produkcja                                                  | Długość                             |
| ----------------------------------- | ----------------------------------- | --- | ---------------------------------------------------------- | ----------------------------------- |
| 1.                                  | „Bird Set Free”                     | Sia Furler, Greg Kurstin                                                                                         | Kurstin                                                    | 4:12                                |
| 2.                                  | „Alive”                             | Furler, Adele Adkins, Tobias Jesso Jr.                                                                           | Jesse Shatkin                                              | 4:23                                |
| 3.                                  | „One Million Bullets”               | Furler, Shatkin                                                                                                  | Shatkin                                                    | 4:10                                |
| 4.                                  | „Move Your Body”                    | Furler, Kurstin                                                                                                  | Kurstin                                                    | 4:07                                |
| 5.                                  | „Unstoppable”                       | Furler, Christopher Braide                                                                                       | Shatkin                                                    | 3:37                                |
| 6.                                  | „Cheap Thrills”                     | Furler, Kurstin                                                                                                  | Kurstin                                                    | 3:30                                |
| 7.                                  | „Reaper”                            | Furler, Kanye West, Noah Goldstein, Charles Misodi Njapa, Dom $olo                                               | West, Dom $olo, Goldstein, 88-Keys, Shatkin, Jake Sinclair | 3:39                                |
| 8.                                  | „House on Fire”                     | Furler, Jack Antonoff                                                                                            | Shatkin, Antonoff, Sinclair                                | 4:01                                |
| 9.                                  | „Footprints”                        | Furler, Tyler Williams, Josh Valle, Nikhil Seetharam                                                             | T-Minus, Valle, Seetharam, Shatkin                         | 3:13                                |
| 10.                                 | „Sweet Design”                      | Furler, Kurstin, Mark Andrews, Robi Rosa, Joseph Longo, Tim Kelley, Bob Robinson, Desmond Child, Marquis Collins | Kurstin                                                    | 2:25                                |
| 11.                                 | „Broken Glass”                      | Furler, Jasper Leak, Shatkin                                                                                     | Shatkin                                                    | 4:24                                |
| 12.                                 | „Space Between”                     | Furler, Braide                                                                                                   | Cameron Deyell                                             | 4:48                                |
|                                     |                                     | |                                                            | 46:29                               |

| This Is Acting – Spotify (bonus track) | This Is Acting – Spotify (bonus track) | This Is Acting – Spotify (bonus track) |
| Nr                                     | Tytuł utworu                           | Długość                                |
| -------------------------------------- | -------------------------------------- | -------------------------------------- |

| This Is Acting – Target exclusive edition (bonus tracks) | This Is Acting – Target exclusive edition (bonus tracks) | This Is Acting – Target exclusive edition (bonus tracks) |
| Nr                                                       | Tytuł utworu                                             | Długość                                                  |
| -------------------------------------------------------- | -------------------------------------------------------- | -------------------------------------------------------- |

| This Is Acting – Japanese edition (bonus tracks) | This Is Acting – Japanese edition (bonus tracks) | This Is Acting – Japanese edition (bonus tracks) |
| Nr                                               | Tytuł utworu                                     | Długość                                          |
| ------------------------------------------------ | ------------------------------------------------ | ------------------------------------------------ |

Sample:
- „Sweet Design” posiada sample z utworu „Thong Song” (1999) nagranego przez amerykańskiego rapera Sisqó. Utwór napisali: Mark „Sisqó” Andrews, Tim Kelley, Bob Robinson, Desmond Child oraz Robi Rosa.

## Notowania i certyfikaty
| Lista (2016)                        | Najwyższa pozycja |
| ----------------------------------- | ----------------- |
| Australia (ARIA)                    | 1                 |
| Austria (Ö3 Austria)                | 9                 |
| Belgia (Ultratop Flandria)          | 11                |
| Belgia (Ultratop Walonia)           | 4                 |
| Chorwacja (Toplista)                | 35                |
| Czechy (ČNS IFPI)                   | 14                |
| Dania (Hitlisten)                   | 12                |
| Finlandia (Suomen virallinen lista) | 8                 |
| Francja (SNEP)                      | 3                 |
| Hiszpania (PROMUSICAE)              | 4                 |
| Holandia (MegaCharts)               | 9                 |
| Irlandia (IRMA)                     | 5                 |
| Japonia (Oricon)                    | 62                |
| Kanada (Billboard Canadian Albums)  | 3                 |
| Niemcy (Media Control Charts)       | 14                |
| Norwegia (VG-lista)                 | 6                 |
| Nowa Zelandia (Recorded Music NZ)   | 5                 |
| Polska (OLiS)                       | 4                 |
| Stany Zjednoczone (Billboard 200)   | 4                 |
| Szkocja (OCC)                       | 2                 |
| Szwajcaria (Schweizer Hitparade)    | 3                 |
| Szwajcaria (Romandie)               | 1                 |
| Szwecja (Sverigetopplistan)         | 14                |
| Węgry (MAHASZ)                      | 35                |
| Wielka Brytania (OCC)               | 3                 |
| Włochy (FIMI)                       | 13                |

| Notowanie (2015)                   | Najwyższa pozycja |
| ---------------------------------- | ----------------- |
| Kanada (Billboard Canadian Albums) | 9                 |
| Stany Zjednoczone (Billboard 200)  | 22                |

| Państwo               | Status           |
| --------------------- | ---------------- |
| Australia (ARIA)      | złota płyta      |
| Dania (IFPI Dania)    | złota płyta      |
| Francja (SNEP)        | platynowa płyta  |
| Kanada (Music Canada) | złota płyta      |
| Polska (ZPAV)         | diamentowa płyta |
| Wielka Brytania (BPI) | złota płyta      |